# René Orozco
Sergio René Orozco Sepúlveda (Quilpué, 19 de enero de 1930-Santiago, 6 de diciembre de 2024), conocido popularmente como Doctor Orozco, fue un médico, académico y dirigente deportivo chileno, conocido principalmente por haber sido durante trece años presidente del Club Universidad de Chile.

## Primeros años de vida
Era hijo de Héctor Orozco Jara y de Irma Sepúlveda.Fue hermano del exdirector de la Dirección de Inteligencia del Ejército (DINE) Héctor Orozco Sepúlveda, fallecido en 2020.
Realizó sus estudios secundarios en el Liceo de Hombres de Antofagasta. Obtiene su licencia secundaria en 1946.Estudió medicina en la Universidad de Chile, con especialidad en nefrología, en donde posteriormente se desempeñó como profesor titular y jefe del Departamento de Nefrología del Hospital Clínico José Joaquín Aguirre. Se perfeccionó en su especialidad en la Universidad Pierre y Marie Curie, entre 1966 y 1967. Fue autor de 33 publicaciones en revistas nacionales e internacionales, así como del libro Nefrología e Hipertensión Arterial, del año 1988. 

### Matrimonios e hijos
Se casó por primera vez con Gloria Elizabeth Hughes, teniendo cuatro hijos; Rene Manuel, Jose Miguel,  Francisco Javier, y Carlos Enrique. Su segundo matrimonio fue con Mónica Bass y tuvieron tres hijos, uno de ellos Rodrigo, es médico, la menor es Mónica.

## Vida pública
Comenzó a destacarse públicamente tras haber participando, en 1968, en el primer trasplante de riñón realizado en Chile. Entre 1971 y 1975 se desempeñó como vicerrector académico de la Universidad de Chile, hasta ser despedido por oponerse a la expulsión de numerosos estudiantes opositores a la dictadura militar. Fue miembro activo de los docentes de la Universidad de Chile que se opusieron a José Luis Federici, rector designado por la dictadura de Augusto Pinochet.

## Dirigente del fútbol
Tras el descenso de Universidad de Chile y posterior retorno a la Primera División, surgió fuerte el liderazgo de Orozco para recuperar al equipo, asumiendo la administración del club deportivo con la tarea de mejorar la mala situación económica que aquejaba a la institución. El nefrólogo comenzó su presidencia en noviembre de 1991 y se extendió durante trece años, en los cuales lideró la directiva azul, protagonizando logros significativos y polémicas varias.
Bajo la presidencia de Orozco, el club, dirigido por Arturo Salah y posteriormente por Jorge Socías como entrenador, peleó la punta y logró finalmente ganar el Campeonato Nacional de Primera División 1994, con una planilla en la cual destacaban figuras como Marcelo Salas, Sergio Vargas, Patricio Mardones, Rogelio Delgado, Ronald Fuentes, Esteban Valencia, Raúl Aredes, Juan Carlos Ibáñez, Cristián Castañeda, Víctor Hugo Castañeda y Luis Musrri, entre otros, arrebatándole la copa a Universidad Católica, tras 25 años sin que "La U" fuera campeón. Al año siguiente lograría el bicampeonato.
Cinco títulos nacionales y dos Copa Chile cuentan entre los éxitos alcanzados en su período. Sin embargo, escándalos y acusaciones en torno al manejo económico del club alcanzaron gran resonancia al término de este, problemas que desencadenaron, según sus detractores, la quiebra del club.
Finalmente, en noviembre de 2004, el doctor renunció a su puesto como timonel azul, aduciendo cansancio y críticas de los medios en su contra.

## Obras
- Nefrología e Hipertensión Arterial (1988). Santiago: Publicaciones Técnicas Mediterráneo. ISBN 956-220-0174.

## Palmarés como presidente de Universidad de Chile
| Título           | País  | Año    |
| ---------------- | ----- | ------ |
| Primera División | Chile | 1994   |
| Primera División | Chile | 1995   |
| Copa Chile       | Chile | 1998   |
| Primera División | Chile | 1999   |
| Copa Chile       | Chile | 2000   |
| Primera División | Chile | 2000   |
| Primera División | Chile | A-2004 |

| Predecesor: Rodrigo Norero | Presidente de la CORFUCH 1991-2004 | Sucesor: Lino Díaz |